# Бромид рения(V)
Бромид рения(V) — неорганическое соединение, соль металла рения и бромистоводородной кислоты с формулой ReBr5, 
светло-зелёное вещество, 
реагирует с водой.

## Получение
- Действие паров брома на нагретый рений:

{\displaystyle {\mathsf {2Re+5Br_{2}\ {\xrightarrow {650^{o}C}}\ 2ReBr_{5}}}}

## Физические свойства
Бромид рения(V) образует светло-зелёное вещество, 
которое перегоняется в токе брома.

## Химические свойства
- Разлагается при нагревании в инертной атмосфере:

{\displaystyle {\mathsf {ReBr_{5}\ {\xrightarrow {T}}\ ReBr_{3}+Br_{2}}}}
- Гидролизуется водой:

{\displaystyle {\mathsf {3ReBr_{5}+8H_{2}O\ {\xrightarrow {}}\ HReO_{4}+2ReO_{2}+15HBr}}}